# Velký Horšín
Velký Horšín (deutsch Groß Gorschin) ist eine Wüstung in der Gemeinde Rybník nad Radbuzou (deutsch Waier) im westböhmischen Okres Domažlice in Tschechien.

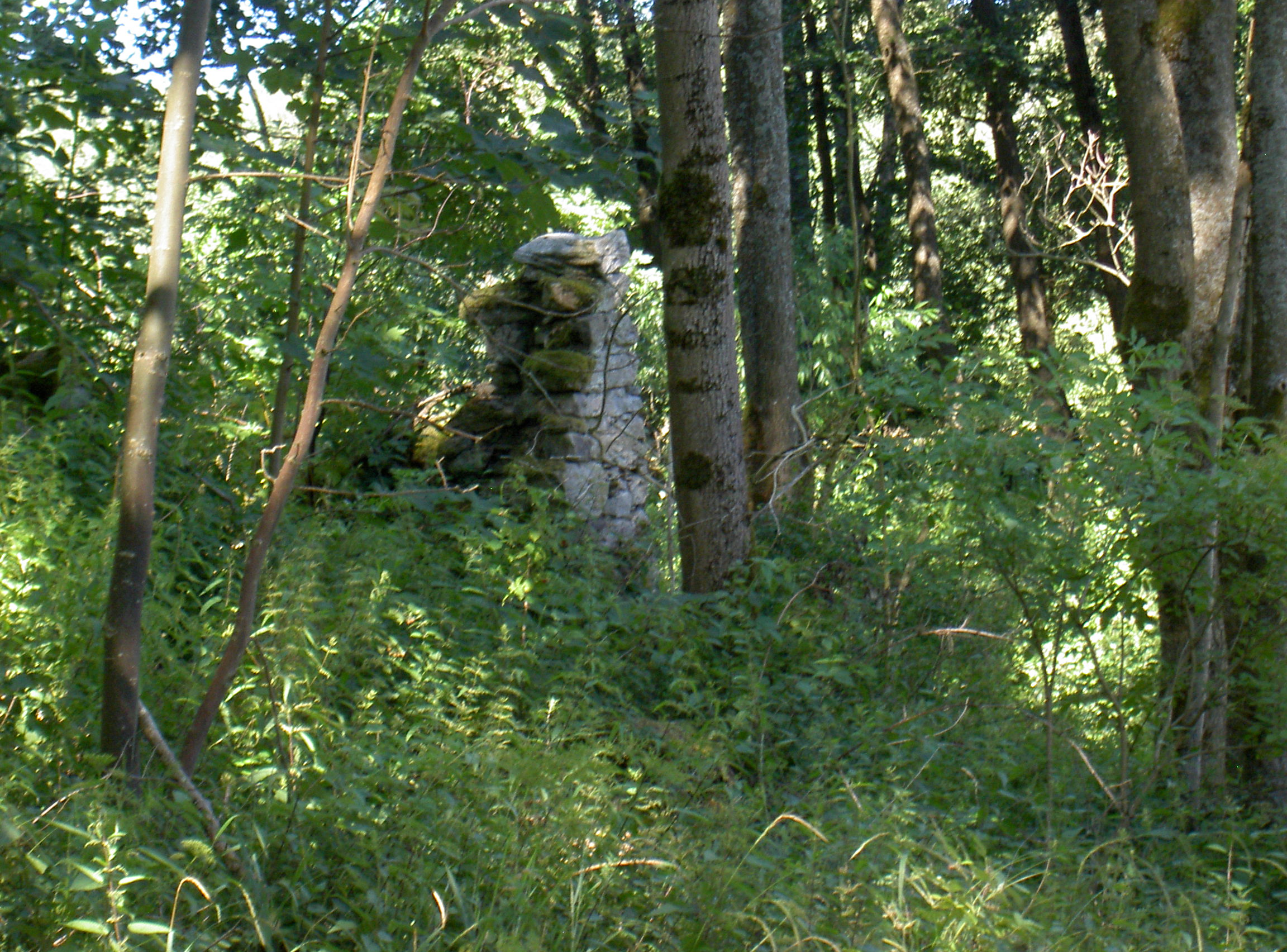
Groß Gorschin Mauerreste

## Geographie
Das Dorf Groß Gorschin lag etwa 5 km südwestlich von Muttersdorf und 2 km nordöstlich von Waier.
Die Radbuza befindet sich ungefähr 750 m entfernt im Tal westlich von Groß Gorschin.
Östlich von Groß Gorschin entspringt das Groß Gorschiner Wasser, wird bei Groß Gorschin zu einem Teich aufgestaut und mündet 750 m weiter westlich in die Radbuza.

## Geschichte
Groß Gorschin wurde 1579 erstmals schriftlich erwähnt.
1644 werden Groß Gorschin und Klein Gorschin getrennt als zu Muttersdorf gehörig aufgeführt.
Außerdem kam Groß Gorschin 1644 zum Gut Schwanenbrückl, das dem Johann Georg von Wiedersperg gehörte.
1660 verkaufte dieser das Gut Schwanenbrückl an seinen Bruder Johann Jakob von Wiedersperg für 6773 Schock Groschen.
Groß Gorschin hatte 1644 6 Höfe und 2 Ödungen.
Die Besitzer hießen: Hans Stelzig, Girgl Wolf, Hans Sperl, Hans Stich, Hans Penket und Wastl Widl.
1654 gehörten zu den 6 Höfen 8 Ochsen, 12 Kühe, 12 Kälber, 2 Schafe und 31 Schweine.
Zur Gemeinde Groß Gorschin gehörten außer Groß Gorschin selbst noch Klein Gorschin, Pfaffenberg und Putzbühl.
Die Gemeinde Groß Gorschin gehörte zur Pfarrei Muttersdorf.
Auch die Kinder gingen zunächst nach Muttersdorf in die Schule, ab 1789 dann nach Waier.
In Groß Gorschin befand sich eine Station des Militär-Kordon, der 1772 bis 1822 der Grenzbewachung diente.

## Bevölkerungsentwicklung
| Jahr | Einwohner | Anmerkungen    |
| ---- | --------- | -------------- |
| 1644 | k. A.     | 6 Hausbesitzer |
| 1789 | k. A.     | 12 Häuser      |
| 1839 | 99        | 12 Häuser      |
| 1913 | 103       | 13 Häuser      |
| 1921 | 97        |                |
| 1930 | 81        | 14 Häuser      |